# Carlos Mauricio Pacheco
 Carlos Mauricio Pacheco  ( Montevideo, Uruguay 1 de diciembre de 1881 - Buenos Aires, Argentina, 8 de febrero de 1924) fue un dramaturgo de conocida trayectoria que se dedicó al género del sainete.

## Biografía
Su padre era el coronel argentino Agenor Pacheco, que por motivos políticos se había radicado con su familia en Montevideo pero a los pocos meses de edad Carlos Pacheco ya estaba viviendo en Buenos Aires, donde residió y trabajó hasta su muerte.

## Actividad profesional
Estuvo ligado al teatro desde su juventud como crítico, autor y director artístico y también ocasionalmente como actor, si bien esto último con escaso éxito; en efecto, contó Alberto Ballerini que Pacheco que ya era crítico de teatro, quiso probar suerte en la actuación y logró un papel en la obra española Papá Martín, que estrenaba la compañía de Gerónimo Podestá; al salir al escenario comenzó a tartamudear y cuando llegó a la emotiva escena en que debía abrazar a su anciano padre que representaba Podestá, lo tomó con tal violencia que el polvo que este había esparcido en su cabello para aparentar más edad envolvió a los dos actores ocasionando la hilaridad general.
Escribió y estrenó 68 obras teatrales -algunas de ellas fruto de su colaboración con otros autores-, casi todas dentro del género del sainete tragicómico, con las particularidades de las que el propio Pacheco lo dotó a partir de Los disfrazados, estrenada por la compañía Parravicini-Podestá el 21 de diciembre de 1906 en el Teatro Apolo, que marcó el inicio de una nueva etapa por la marcada especificidad criolla que introdujo dramatismo en el desenfado zarzuelero propio de los modelos clásicos españoles. Osvaldo Pellettieri denomina “reflexivo” al nuevo modelo de sainete tragicómico inaugurado con esa obra. En este modelo la intriga sigue sustentada por la misma convención utilizada por los viejos saineteros. Su escena llega al público como un espacio feliz –el patio del conventillo en un día de Carnaval- en el que se suceden los cuadros alternando lo cómico y lo sentimental en este conventillo idealizado, abuenado hasta el punto de no tener casi puntos de contactos con el conventillo real.
Los elementos disponibles en la época y lugar donde escribía Pacheco diferían de los que tenían los creadores del "género chico español" y así puntualizaba Pacheco:

"Nuestra formación social impide que destaquemos al tipo noble que ha permitido a don Ramón de la Cruz y a otros ingenios crear el sainete y la figura del sainete...En algunos casos la penetración psicológica rápida y colorida de algunos autores ha dado figuras dignas del mayor elogio. Pero en seguida, la trágica sensación de la vida inquieta y desbordada en fiebre de conquista, en pasiones renovadoras, que agitan al inmigrante básico, invaden nuestra escena y un hálito de drama quiebra el pintoresco trazo".

Otras obras de su autoría fueron el sainete Música criolla, escrito en 1906 en colaboración con Pedro Eugenio Pico, Los equilibristas (1912), el sainete de tres actos Pájaros de presa, La ribera (1909), Tangos, tongos y tungos, (1919), El diablo en el conventillo (1915) y Don Quijano de la Pampa (1922).
Escribió letras para los tangos Felicia sobre música de Enrique Saborido y El mal trago, sobre música de Enrique Pedro  Delfino.